# DNAプライマーゼ
DNA プライマーゼ (DNA primase) はDNA複製において RNA 断片（プライマー）を合成する酵素。
DNA プライマーゼは複製フォークにおいてDNAヘリカーゼに結合し、ラギング鎖に対して11塩基ほどのプライマーを合成し、岡崎フラグメント合成の足がかりとなる。DNA を合成するのはDNAポリメラーゼであるが、この酵素は既にある核酸断片を延長することしかできないことから、DNA プライマーゼによるプライマーの生成は DNA 複製において必須である。
DNA プライマーゼによって合成された RNA プライマーは複製の進行とともに除去される。直鎖状染色体の最も末端部分（テロメア）では、プライマーが除去されたのち複製ができない。このため複製の度に染色体が短くなっていくという「末端複製問題」が提起されたが、テロメアを合成する酵素テロメラーゼが発見されたことで一部解決した。